# Gertrud Mosberg
Gertrud Julie Mosberg (* 5. Juli 1903 in Bielefeld; † 1. März oder 15. März 1945 im KZ Ravensbrück) war eine deutsche Ärztin, Chirurgin und Orthopädin.

## Leben

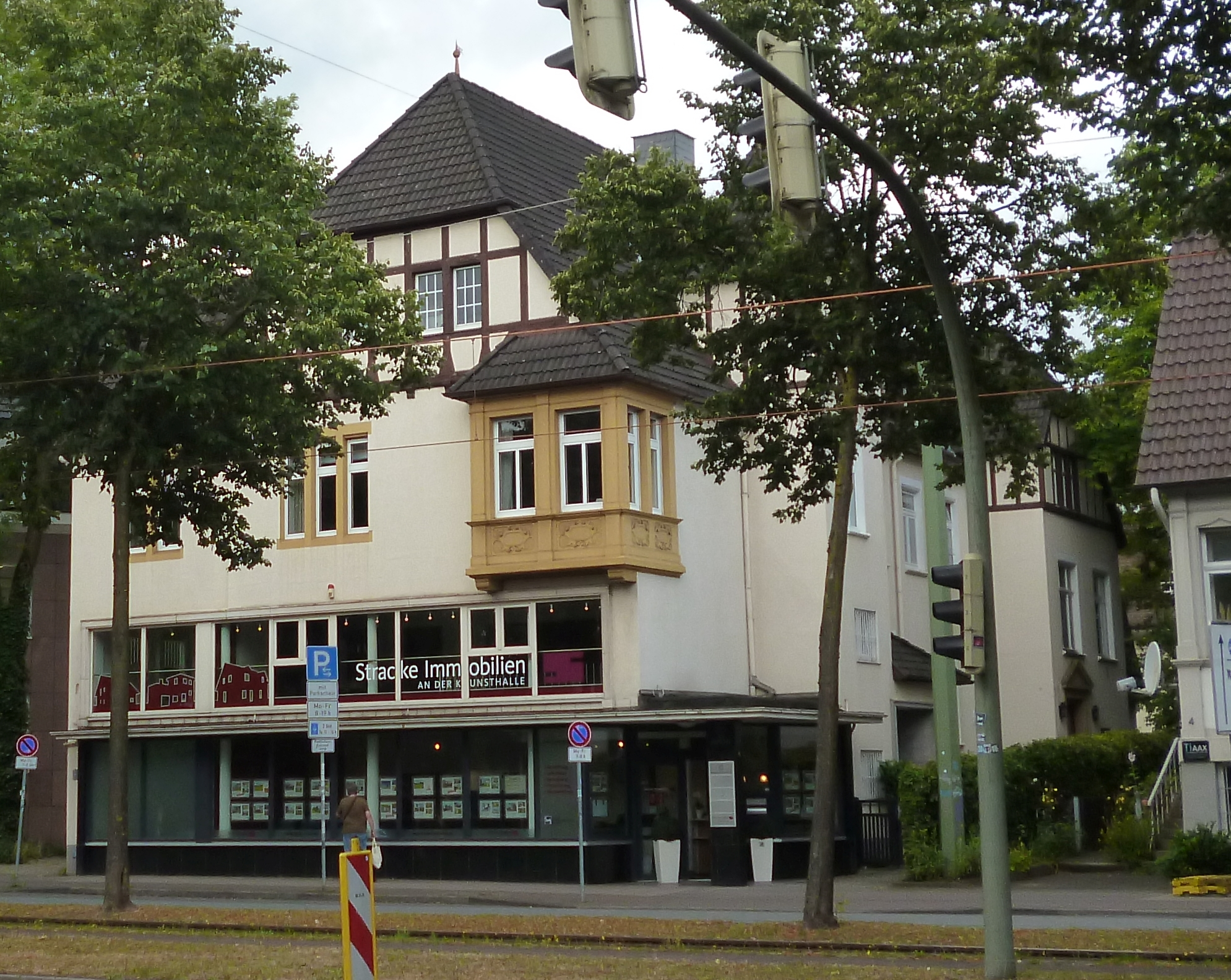
Arthur-Ladebeck-Str. 6, Bielefeld

Gertrud Julie Mosberg wurde als Tochter von Bernhard Mosberg (1874–1944), Facharzt für Orthopädie und Chirurgie, und Rosalie „Rosa“ Oppenheimer (1878–1943) in Bielefeld geboren. Sie wuchs zusammen mit ihrem fünfzehn Jahre jüngeren Bruder Hermann Heinrich Bernhard Mosberg auf. Die jüdische Familie wohnte in der Koblenzer Straße 4, heute Arthur-Ladebeck-Straße 6, wo Bernhard Mosberg auch seine orthopädische Praxis hatte. Von 1910 bis 1923 besuchte Gertrud Mosberg die Auguste-Viktoria-Schule, eine höhere Töchterschule. Nach dem Abitur begann sie im April 1923 ein Medizinstudium in Bonn, wo sie vier Semester bis zur ärztlichen Vorprüfung studierte. Ihre klinischen Semester absolvierte sie in München, Münster und Bonn. Am 9. Juli 1929 legte sie ihr Medizinexamen ab und wurde am 11. September 1929 in Bonn zum Dr. med. promoviert. Ihre Dissertation schrieb sie über „Die Wohnungsverhältnisse der florid rachitischen Kinder in Bonn“. Im Anschluss begann sie die Facharztausbildung zur Orthopädin. Dazu ging sie von 1928 bis 1932 als Volontärärztin an die Orthopädische Universitätsklinik Friedrichsheim in Frankfurt am Main und danach von 1932 bis 1933 an die Charité nach Berlin, um ihre Ausbildung zu vervollständigen. Nachdem jüdische Ärzte und Ärztinnen dort entlassen wurden, kehrte sie nach Bielefeld zurück. 1931 war sie dem Deutschen Ärztinnenbund beigetreten und war als Kassenärztin in Berlin und Bielefeld registriert.

### Leben in den Niederlanden
Da die Arbeitsbedingungen für jüdische Ärzte immer schwieriger wurden, nahm Gertrud Mosberg 1933 eine Einladung der chirurgischen Klinik der Universität Groningen an. Sie ließ sich in der Stadt nieder und legte im Juli 1937 die niederländischen medizinischen Examina ab. Für das Jahr 1937 wurde sie im Reichs-Medicinal-Kalender für Deutschland (RMK) auch noch als jüdische Ärztin in Bielefeld geführt, sie schien zeitweise noch in der Praxis ihres Vaters praktiziert zu haben. Am 10. November 1937 emigrierte Gertrud Mosberg offiziell in die Niederlande. Ihre Mutter, die aufgrund der antisemitischen Verfolgung in der Zeit des Nationalsozialismus psychisch erkrankte, war nach einem Nervenzusammenbruch von ihrem Ehemann bereits im Juli 1937 in das Reformierte Sanatorium „Port Natal“ im niederländischen Assen untergebracht worden, wo sie die folgenden Jahre lebte. In Amsterdam wohnte Gertrud Mosberg in der De Lairessestraat 166 in Amsterdam, wohin sie bereits 1937 Möbel, Porzellan und medizinisches Inventar aus Bielefeld hatte bringen lassen. Dort betrieb sie im Erdgeschoss eine Arztpraxis für „Orthopädie und Chirurgie der Bewegungsorgane“. Im November 1938 folgte Bernhard Mosberg seiner Familie in die Niederlande und unterstützte seine Tochter in der Praxis. Das Haus und Vermögen in Deutschland wurden enteignet. 1939 stellte Gertrud Mosberg einen Einbürgerungsantrag für die Niederlande. Mit der Besetzung der Niederlande durch die deutsche Wehrmacht nahmen die Repressalien zu. Ab Mai 1941 durften Gertrud Mosberg und ihr Vater nur noch jüdische Patienten behandeln. Ab 1941 waren sie und ihr Vater für den Judenrat Amsterdam tätig und als Ärzte bis auf weiteres von den Deportationen ausgenommen.

### Deportation und Ermordung

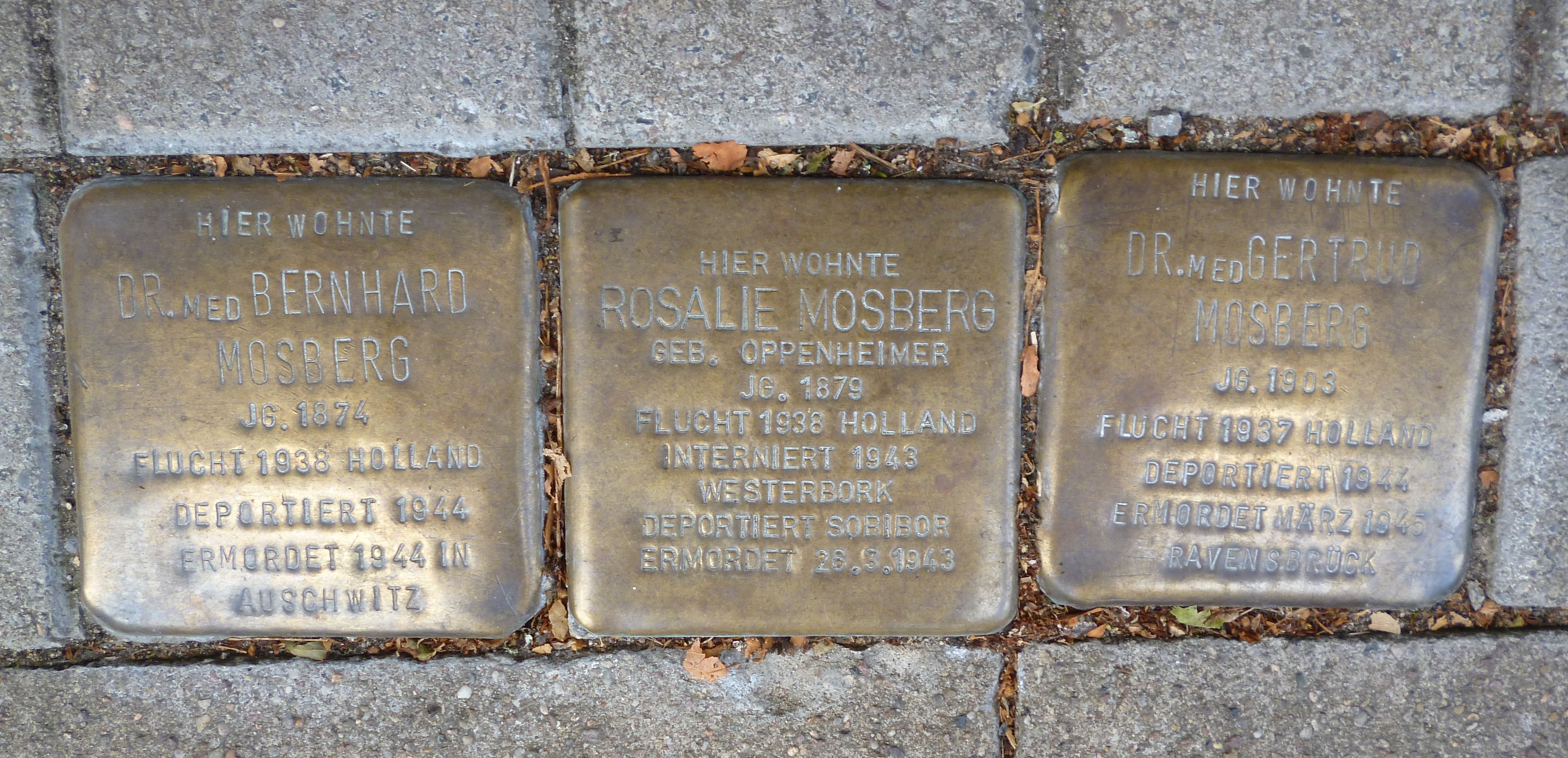
Stolpersteine für Gertrud Mosberg und ihre Familie, Arthur-Ladebeck-Straße 6, Bielefeld

Gertrud Mosbergs Mutter Rosalie wurde am 11. März 1943 aus dem Sanatorium in Assen in das Vernichtungslager Sobibor deportiert und dort am 26. März 1943 ermordet. Sie selbst und ihr Vater Bernhard erhielten Mitte Juli den Befehl der Gestapo sich im ehemaligen Amsterdamer Theater Hollandsche Schouwburg zu melden und wurden am 13. Juli 1943 in das Durchgangslager Westerbork gebracht, das sie am 17. Juli 1943 erreichten. Von dort wurden sie am 18. Januar 1944 mit dem Transport XXIV/2 zunächst in das Ghetto Theresienstadt und am 18. Mai 1944 in das Theresienstädter Familienlager des KZ Auschwitz-Birkenau deportiert, wo Bernhard Mosberg am 7. Juli 1944 in der Gaskammer ermordet wurde. Als das KZ Auschwitz vor der herannahenden Roten Armee im Januar 1945 geräumt wurde, gelangte Gertrud Mosberg in einem der sogenannten Todesmärsche in das KZ Ravensbrück und starb dort im März 1945 an Entkräftung.

### Nach 1945
Gertrud Mosbergs Bruder Hermann Mosberg entging dem Holocaust in den Niederlanden, da er bereits 1935 zunächst in die Schweiz gegangen war und sich ab Oktober 1937 zum Studium in Cambridge aufhielt.
1960 erfolgte die Restitution des Bielefelder Familienhauses an ihn als überlebenden Verwandten. Das Gebäude war unter anderem im Krieg als Zwangsunterkunft („Judenhaus“) und nach Kriegsende auf Anordnung der britischen Militärregierung als reservierter Wohnraum für zurückkehrende Juden genutzt worden. Im Mai 2005 wurden zum Gedenken an Gertrud Mosberg und ihre Eltern drei Stolpersteine an der Bielefelder Artur-Ladebeck-Str. 6 verlegt.

## Veröffentlichungen (Auswahl)
- Die Wohnungsverhältnisse der florid rachitischen Kinder in Bonn. Dissertation. Bonn 1929.
- Beitrag zur Kenntnis des Stoffwechsels der Dystrophia Musculorum Progressiva. In: Klinische Wochenschrift. Nr. 9, November 1930, S. 2051–2052, doi:10.1007/BF01747659
- mit Adolf Driels: Über die Wirkung des Sogenannten Hypophysenvorderlappenwachstumshormons. In: Klinische Wochenschrift. Nr. 10, August 1931, S. 1504–1505. doi:10.1007/BF01735198
- Stoffwechseländerungen durch äußere Einflüsse (Seifenbehandlung). In: Münchener medizinische Wochenschrift. Nr. 79, 1932, S. 261–262.